# Partito Autenticità e Modernità
Il Partito Autenticità e Modernità (in francese: Parti authenticité et modernité - PAM; in arabo: حزب الأصالة والمعاصرة, Ḥizb al-Aṣāla wa-l-Muʿāṣira; in berbero: ⴰⵎⵓⵍⵍⵉ ⵏ ⵜⵣⵖⵕⵜ ⴷ ⵜⵎⴰⵜⵔⴰⵔⵜ, Amulli n Tzɣṛt d Tmatrart) è un partito politico marocchino di ispirazione filo-monarchica costituito nel 2008 dalla confluenza di cinque distinte forze politiche, segnatamente:
- Partito Nazional-Democratico (Parti national-démocrate);
- Partito Al Ahd (Parti Al Ahd, trad. Il Patto);
- Partito dell'Ambiente e dello Sviluppo (Parti de l'environnement et du développement);
- Iniziativa Cittadina per lo Sviluppo (Initiative citoyenne pour le développement);
- Alleanza delle Libertà (Alliance des libertés).

I primi tre soggetti politici verranno tuttavia ricostituiti nel 2009, assumendo peraltro denominazioni diverse da quelle originarie: rispettivamente, quella di Partito Democratico Nazionale (Parti démocrate national), di Partito Al Ahd Addimocrati (trad. Il Patto Democratico) e di Partito dell'Ambiente e dello Sviluppo Sostenibile (Parti de l'environnement et du développement durable).
Il partito, fondato da Fouad Ali El Himma, è stato successivamente guidato da Ilyas El Omari.
Alle elezioni parlamentari del 2016 è arrivato secondo ottenendo 102 seggi alla camera sui 395 totali. Alle precedenti parlamentari del 2011, i cinque soggetti politici avevano conseguito nel loro complesso 21 seggi (Partito Nazional-Democratico e Partito Al Ahd avevano inoltre presentato liste congiunte).